# Autonoe haemorrhoidalis
Autonoe haemorrhoidalis és una espècie de planta amb flors del gènere Autonoe dins la família de les asparagàcies (Asparagaceae). És una planta endèmica de les illes Canàries, s'hi troba a totes les illes.

## Descripció
És una planta herbàcia perenne i vivaç, un geòfit amb bulb que pot atènyer els 20 cm d'altura. El bulb és petit, pot arribar a fer un centímetre de diàmetre, les fulles, habitualment tres i amb una amplada màxima de 1,5 cm, són basals, glabres, de linears a lanceolades i amb l'àpex agut. Les flors són petites, pedunculades i amb sis tèpals d'un color que oscil·la del lila al blau. Es diposen en una inflorescència esparsa en raïm a l'extrem d'un escap, verdós a la part inferior, entre vermell i marronòs a continuació i lilòs a la part superior. El fruit és una càpsula.

## Taxonomia

### Sinònims
Els següents noms científics són sinònims de Autonoe haemorrhoidalis:
- Sinònims homotípics

- Scilla haemorrhoidalis Webb & Berthel.

- Sinònims heterotípics

- Autonoe dasyantha (Webb & Berthel.) Speta
- Scilla dasyantha Webb & Berthel.